# Droga wojewódzka nr 927
Droga wojewódzka nr 927 (DW927) – droga wojewódzka o długości ok. 2,6 km łącząca DK44 z  DK81, biegnąca w całości na terenie Mikołowa
i powiatu mikołowskiego.
Dawniej biegła od DW925 w Bujakowie do DK44 w Mikołowie.

## Miejscowości leżące na trasie DW927
- Mikołów

## Miejscowości leżące na dawnym przebiegu DW927
- Bujaków
- Mokre
- Mikołów